# Princeps
Princeps (Latijn voor de eerste of voornaamste) was een gebruikelijke benaming voor de Romeinse keizer in de eerste eeuwen van het Romeinse keizerrijk, tijdens het zogenoemde principaat. Daarmee werd aangeduid dat de keizer eigenlijk de eerste burger was van Rome, dat formeel nog altijd een republiek was. De titel prins is hiervan afkomstig.
De benaming is de afkorting van princeps senatus ('eerste der senaat'), ook wel genoemd princeps civitatis ('eerste der burgerij'). Dit was een laatrepublikeinse titel in het Romeinse Rijk die gegeven werd aan senatoren – meestal oud-consuls – die door hun gezag en politieke overwicht eersten onder gelijken waren. Deze werd bij senaatsvergaderingen als eerste der senatoren gehoord door de voorzittende consuls. Er was geen imperium (bevelhebberschap) aan verbonden, maar een princeps oefende zijn invloed slechts uit door zijn ervaring en bewezen capaciteit, kortom op basis van een zeker auctoritas (moreel gezag). Dit zou leiden tot het ontstaan van een monarchale staatsvorm: het principaat.
Octavianus ontving, naast de religieus beladen titel van augustus (verhevene), in 27 v.Chr. ook de titel van princeps. Hij had namelijk in 43 v.Chr. het tweede triumviraat opgericht samen met Marcus Antonius en Lepidus om in opdracht van de Senaat de republiek te herstellen. In 31 v.Chr. had hij zijn collega Marcus Antonius verslagen in de slag bij Actium en in 27 v.Chr. had hij vervolgens zijn bijzondere bevoegdheden neergelegd. In dat jaar kreeg hij, naast de titel princeps, van de Senaat het imperium over bijna alle door hem veroverde gebieden – waar bijna alle legioenen gevestigd waren – voor een periode van tien jaar.
In 23 v.Chr. deed hij afstand van zijn functie van consul die hij tot dan toe had bezeten. Hij kreeg de tribunicia potestas, wat hem vetorecht in de Senaat en tegen beslissingen van Consuls opleverde. Daarbovenop bezat hij al een imperium proconsulare  over alle legioenen en de mogelijkheid deze ook te laten ingrijpen in de senatoriale provincies. Daar hij echter niet in alle provincies tegelijk kon zijn, droeg hij zijn imperium militiae over op legati die slechts mochten handelen met zijn toestemming. De functie van princeps en vele andere zijn echter nooit – formeel – erfelijk geworden.
Als princeps kon hij echter wel zijn invloed aanwenden om zijn erfgenaam tot de op een na belangrijkste man te maken, waardoor deze de nieuwe princeps zou worden. Augustus is zich altijd blijven beschouwen als een primus inter pares (eerste onder de gelijken) ten opzichte van de Senaat, maar deze houding viel al snel weg bij zijn opvolgers.

## Bibliografische referenties
1. ↑  E.B. Karge, Aspects of Tacitus’ presentation of Tiberius as princeps and proconsul, Michigan - Londen, 1973 (=1979), p. 105; 108.

## Beknopte bibliografie
- Tacitus, Annales: I-VI, trad. comm. M.A. Wes, ‘s Hertogenbosch, 1999.
- L. De Libero, art. Princeps (II), in NP 10 (2001), klm. 328-331.